# سباييت
سبايت (المصرية sbꜣyt ،  القبطية ⲥⲃⲱ «التعليم والتدريس»)  هو مصطلح مصري قديم لنوع من أنواع الأدب المصري القديم. سبايت تعني حرفيا «تعاليم» أو «تعليمات»  وتشير إلى التعاليم الأخلاقية الرسمية المكتوبة والتي تركز على «طريقة العيش بصدق». وتُعتبر شكلاً مصريًا من آداب الحكمة.

## أمثلة
نجد في تأبين الكتاب المتوفيين، التي تمت كتابتها خلال الأسرة العشرين للدولة المصرية الحديثة، سرداً لمقاطع شعرية بأسماء الكتاب المشهورين بأعمالهم العظيمة، ومعظمهم من مؤلفي سباييت من الدولة المصرية الوسطى.
هل يوجد أحد آخر مثل م-حتب؟
لم تُولد عائلة مثل عائلة نفرتي، و عائلة قائدهم خيتي.
و إسمحوا لي بتذكيركم بإسم بتاح-م-جحوتي، خا-خبر-رع-سنب.
و هل يجد أحد آخر مثل بتاح-حتب؟
يمكن إثبات ان كل مؤلف من هؤلاء المؤلفين - بما في ذلك بتح-م-جحوتي - له أعمال مختلفة ترجع إلى الدولة الوسطى، وذلك باستثناء إمحوتب الذي لم يتبق له أي عمل من أعماله. تدعي معظم السباييت القديمة أنها قد تمت كتابتها في الألفية الثالثة قبل الميلاد، خلال الدولة المصرية القديمة، إلا أن المتفق عليه الآن وبشكل عام أنه قد تم تأليفها لاحقًا بدايةً من الدولة المصرية الوسطى (c.1991-1786 قبل الميلاد). ولعل المقصود من إسناد هذا الماضي السحيق لمؤلفي هذه التعليمات هو إعطاء نصوصها نفوذاً كبيراً.
لعل السباييت الأكثر شهرة هي السباييت التي يُدَّعى كتبتها بيد بتاح-حتب، وزير الملك جد-كا-رع إسيسي، آخر ملوك الأسرة الخامسة، الذي حكم في الفترة 2388-2356 قبل الميلاد. وغالبًا ما يُطلق على سباييت بتاح-حتب أو أمثال بتاح-حتب الحديث الطيب (العبارة الأخيرة يتم إستخدامها في الوصف الذاتي للسباييت نفسها). وتظهر هذه التعاليم على بردية بريسي التي ترجع إلى الأسرة المصرية الثانية عشر بطول نهايات تعاليم كا-جمني. ونجد من السباييت الأخري المشهورة السباييت التي تُنسب إلى حر-جدف حكيم الأخلاق في الأسرة الرابعة. وهي تعليمات لم يتبقى منها إلا شظايا قليلة.
كما يوجد عدد إثنين من السباييت تُنسب إلى الحكام المصريين أنفسهم. أولهما هي تعاليم الملك مري-كا-رع الذي عاش خلال إضطرابات الفترة الإنتقالية الأولى (2150 - 2040 قبل الميلاد). وتدعي هذه الوثيقة أنها تمت كتابتها بيد والد مري-كا-رع، الملك السابق. ومع ذلك فنظراً لأن مري-كا-رع ووالده كانوا ملوكاً في فترات إضطرابات الأسرات التاسعة والعاشرة، وتقريباً لا يُعرف عنهم أي شيء اخر، فمن المرجح بشدة أن هذا النص قد تم تأليفه في مرحلة لاحقة.
التعاليم الملكية الأخرى هي وصايا أمن-م-حات. وتشتهر هذه السباييت بأن من ألفها هو أمن-م-حات الأول مؤسس الأسرة الثانية عشر، الذي حكم مصر في الفترة 1991 - 1962، إلا أنه من المحتمل تأليفها بعد وفاته. وينبغي في هذا السياق ذكر أن أمن-م-حات كان أول ملك يحكم بعد الفترة الإنتقالية الأولى، وبالتالي تم الربط بين تعاليم أمن-م-حات ومحاولته لتوطيد دعائم الحكم وفقاً لنبوءة نفرتي التي تم التلميح بها في التأبين. وبالتالي فإن كلا منهما مرتبط إرتباطاً مباشرة بالفترة الإنتقالية الأولى وآثارها.
على الرغم من أن هذه التعاليم السابقة في الحقيقة لا تنتمي إلى ملوكها، فإن تعاليم الولاء تؤكد على ما تبقى من فضائل الطاعة والإحترام للحكام المصريين.
كانت السباييت من نوع من أنواع التعاليم التي عاشت فترة طويلة. فعلى الرغم من إستمرار ظهور تراكيب جديدة إلى حد ما في العصر الروماني، إلا أن بعض التعاليم التي قد استمر نسخها ونقلها على مدار 1500 عاماً هي تعاليم أمن-م-حات الأول (المكتوبة عام 1950 قبل الميلاد).
إن معظم السباييت قد تم الحفاظ عليها في لفائف من البردي التي هي نسخ من أعمال سابقة. فبردية بريسي تحتفظ بأربعة أمثلة هامة من السباييت، أثنين منهما عبارة عن لفائف بردي في المتحف البريطاني، و بردية إنسينر، و لوحة كرنرفون رقم 1 بالقاهرة. وهذا النوع من التعاليم لها قواسم مشتركة كثيرة مع آداب الحكمة في الثقافات الأخرى، ويمكن مقارنته على سبيل المثال مع العهد القديم بسفر الأمثال المرتبط جزئياً بوصايا أمن-م-حات.

## وصلات خارجية
- The Maxims of Good Discourse or the Wisdom of Ptahhotep
- The Loyalist Instruction From The Sehetepibre Stele